# Katharina Willinger

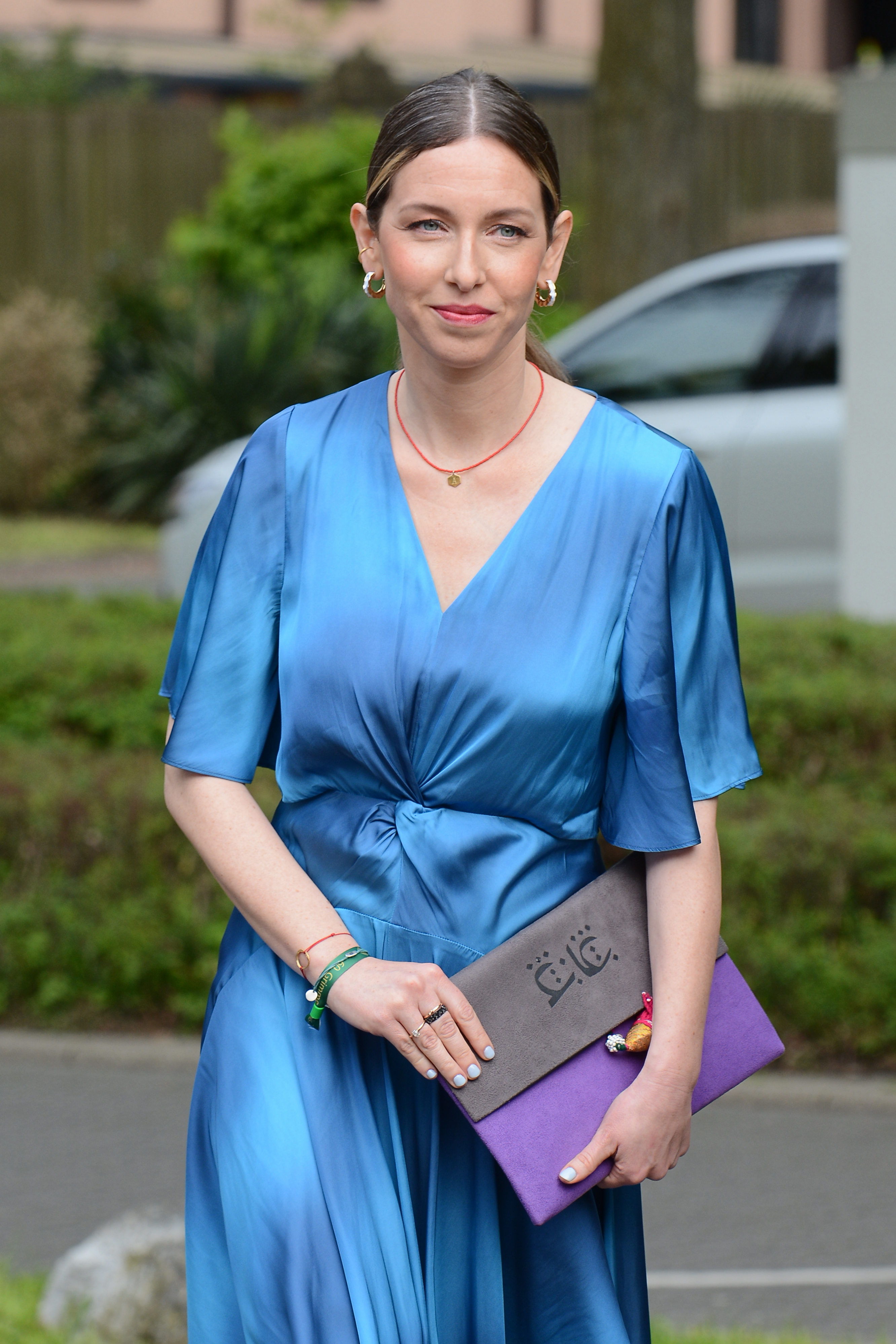
Katharina Willinger bei der Verleihung des Grimme-Preises 2024

Katharina Maria Willinger (* 17. Dezember 1986 in Schweinfurt) ist eine deutsche Fernsehjournalistin und Reporterin mit dem Schwerpunkt Naher und Mittlerer Osten. Sie ist ARD-Korrespondentin und leitet das ARD-Auslandsstudio in Istanbul sowie das Studio-Büro in Teheran.

## Leben und Wirken
Katharina Willinger wuchs in Haßfurt auf. Sie studierte Islamwissenschaft und Kommunikationswissenschaft an der Universität Bamberg. Sie volontierte beim Bayerischen Rundfunk in München. Seit 2017 ist sie TV-Korrespondentin im ARD-Auslandsstudio Istanbul und berichtet über die Türkei und Zypern. Im Mai 2020 übernahm sie zusätzlich als Nachfolgerin von Natalie Amiri die Leitung des ARD-Auslandsstudios in Teheran. Von dort ist sie Berichterstatterin für alle öffentlich-rechtlichen Sender der ARD. Ihre Beiträge werden unter anderem in Formaten wie Tagesthemen oder ARD-Brennpunkt ausgestrahlt. Sie übernahm im Januar 2023 die Leitung des ARD-Studios Istanbul.
Sie berichtete mehrfach aus Krisenregionen, darunter von der syrisch-türkischen Grenze im Herbst 2019 oder während der türkischen Grenzöffnung im Frühjahr 2020 Richtung Griechenland, als tausende Flüchtlinge tagelang in der Grenzregion festsaßen. Für den ARD Weltspiegel produzierte sie 2017 einen Film über eine Frauen-Theatergruppe in Istanbul. In der Reihe „Mein Ausland“ des Senders phoenix drehte sie mit Oliver Mayer-Rüth im Juni 2020 die Dokumentation Corona unter dem Halbmond – Die Türkei kämpft gegen Pandemie und Pleite.
Sie war 2015 unter den elf Finalisten für den Axel-Springer-Preis in der Kategorie Fernsehen. Zudem erhielt sie 2024 den Grimme-Preis in der Kategorie „Information und Kultur“ für ihre Berichterstattung aus der Türkei und dem Iran.
Nach eigenen Angaben ist sie verheiratet und lebt in Istanbul. 2022 wurde sie Mutter einer Tochter.